# Поплавок шафранный
Поплаво́к шафра́нный (лат. Amanita crocea) — гриб из рода Мухомор (Amanita) семейства Мухоморовые (Amanitaceae). 
Научные синонимы:
- Amanita vaginata var. crocea Quél., 1898 basionym
- Amanitopsis crocea (Quél.) E.-J.Gilbert, 1928

## Описание

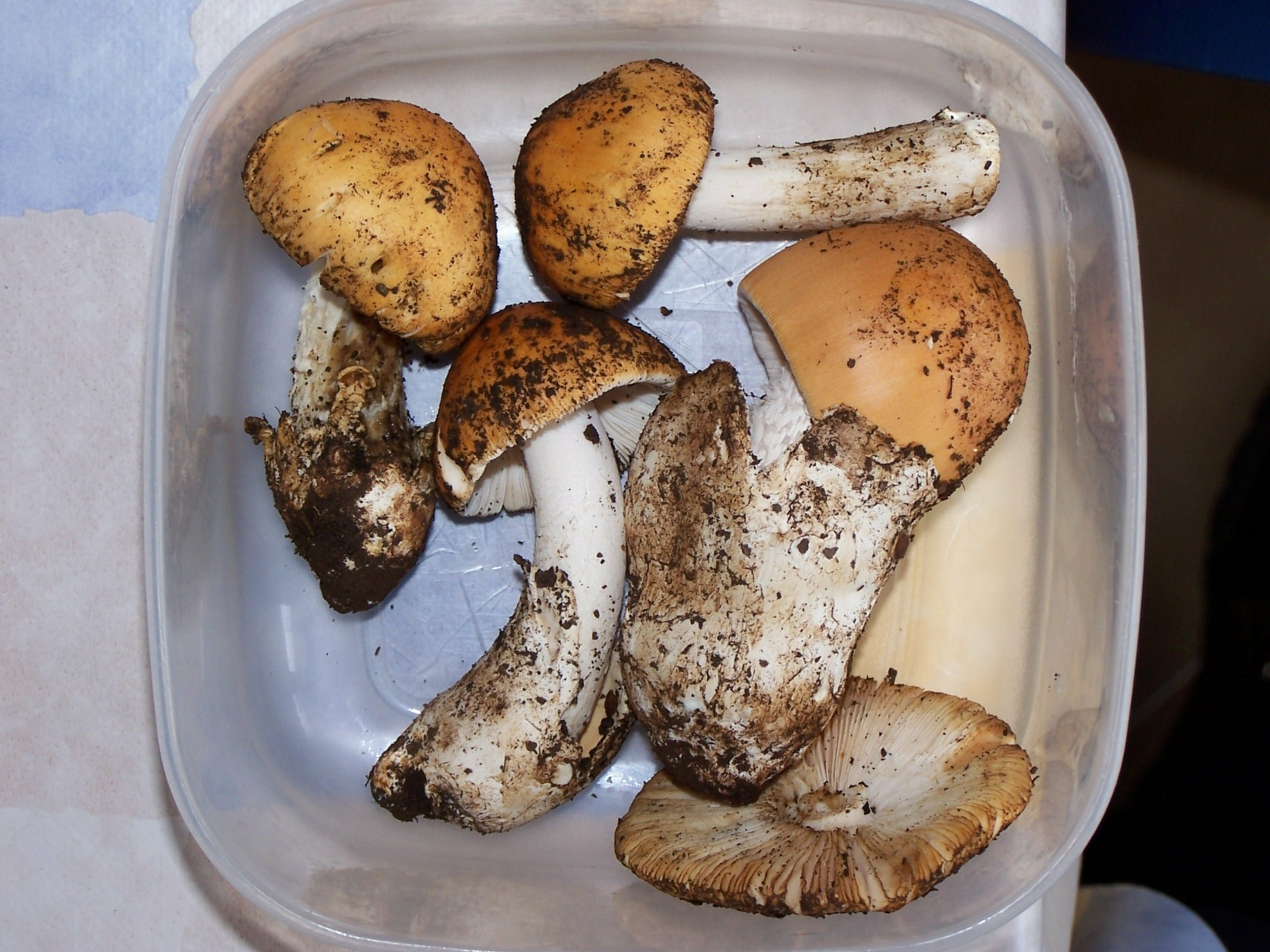

Шляпка диаметром 6—12 (3—13) см, колокольчатая, позже от выпуклой до плоской формы с мясистой центральной частью, имеется округлый центральный бугорок, край шляпки бороздчатый. Кожица гладкая, блестящая, слабо слизистая, ярко-оранжевая или оранжево-коричневая, к краям более светлая.
Мякоть тонкая и хрупкая, мягкая, белая, при реакции с фенолом окрашивается в винно-красный цвет. Особого вкуса и запаха не имеет.
Ножка  10—20 см в высоту и 1—2 см в диаметре, прямая, к верху суживается или цилиндрическая, ломкая. Поверхность с тонкими оранжевыми чешуйками.
Пластинки свободные, частые, мягкие, белые или светло-кремовые. К краям шляпки пластинки часто расширяются, возле ножки узкие.
Остатки покрывала: вольва широкая, свободная, беловатая или с бледно-оранжевым оттенком; кольцо на ножке и обрывки вольвы на шляпке отсутствуют.
Споровый порошок белый.
Микроскопические признаки: споры 8—12 мкм, округлые, гладкие; базидии четырёхспоровые, 40—56×14—16 мкм; гифы кожицы шляпки и трамы пластинок диаметром 2—7 мкм, волокнистые, без пряжек, в кожице частично желатинизированы; трама пластинок билатеральная.

### Разновидности
Известна разновидность A. crocea var. subnudipes Romagn., 1982 которая отличается отсутствием чешуек на ножке и микроскопическими признаками: форма спор не строго шаровидная, а слегка вытянутая (9,5—12,5×9—11,5 мкм), базидии длиной 35—40 мкм. Встречается во Франции, по лесным опушкам, часто.

## Экологияи распространение
Образует микоризу чаще всего с берёзой, а также с елью, дубом и буком. Предпочитает плодородные почвы. Распространён в лесах Европы, Северной Америки (США, Мексика), Японии и Дальнего Востока (Приморский край), может встречаться и в степной зоне. Плодоносит одиночно или группами.
Сезон раннее лето — осень.

## Сходные виды
Другие виды поплавка, все они условно съедобны. Наиболее близкий вид — поплавок серый, он легко отличается по окраске.
От других мухоморов легко отличается по отсутствию кольца.

## Пищевые качества
Условно съедобный гриб хорошего качества. В сыром виде может быть ядовитым, требует обязательного отваривания. Непригоден для хранения, собранные грибы необходимо сразу перерабатывать.